# Ben Cardew
Ben Cardew est un journaliste musical britannique, critique musical, présentateur de radio/télévision et auteur basé à Barcelone, en Espagne.
Cardew travaille comme journaliste musical depuis 1991. Son travail a été publié par The Face, The Guardian, Pitchfork, The Quietus, NME, Wired, Vice et d'autres publications,,. Cardew est le responsable de la programmation de Radio Primavera Sound et le présentateur de l'émission Line Noise. Line Noise est également un podcast et une publication numérique avec des articles et des interviews sur le thème de la musique de danse et de la culture populaire.
Cardew a écrit et interviewé des  icônes de la culture musicale populaire, notamment Quincy Jones, Mike Dunn, Wiley, Marie Davidson, Mark Pritchard, Goldie et bien d'autres.
Cardew a emménagé à Barcelone en 2011. Il a publié plusieurs livres : un roman de fiction sur le passage à l'âge adulte intitulé The Warmth of the Summer Sun (2019), et Daft Punk's Discovery (2021), une livre basé sur le deuxième album du duo de musique électronique français Daft Punk.

## La découverte de Daft Punk: le futur dévoilé
Cardew est un fan de longue date du groupe de musique électronique Daft Punk. Il a interviewé Thomas Bangalter de Daft Punk en 2005. Il estime que le groupe faire preuve de générosité, d'accessibilité, et aussi d'humilité : notamment, le groupe reconnait avoir été influencé par DJ Deeon, Brian Wilson et Dr. Dre,.
En 2021, Cardew a écrit le livre, Daft Punk's Discovery: The Future Unfurled. Le livre explore le deuxième album du duo musical Daft Punk, Discovery.
Daft Punk's Discovery: The Future Unfurled explore l'histoire et l'influence de Daft Punk. Le livre a été publié juste après que Daft Punk a annoncé qu'ils mettaient un terme à leur collaboration de 28 ans.